# 명문고개
명문고개는 청천강의 지류인 희천강과 압록강의 지류인 장자강의 분수령에 있는 고개다. 희천시와 강계시를 잇는 간선도로 및 만포선 철도가 지난다. 개고개나 구현령이라고도 한다. 배움의 천리길이 명문고개를 지난다.